# جامع أيوب سلطان
مسجد أيوب سلطان (بالتركية: Eyüp Sultan Camii) مسجد عثماني قديم موجود في منطقة أيوب في الجانب الأوروبي من مدينة إسطنبول، بالقرب من منطقة القرن الذهبي، ويقع خارج أسوار القسطنطينية، إذ بني المسجد عام 1458، أي بعد خمس سنوات من فتح القسطنطينية، وهو أول مسجد بناه المسلمون في إسطنبول بعد فتح القسطنطينية عام 1453.
يعود تاريخ المبنى الحالي إلى بداية القرن التاسع عشر، ويضم مجمع المسجد في خارجه مبنى منفصلا به قبر الصحابي الجليل أبي أيوب الأنصاري (رضوان الله عليه) لمن أراد زيارته، وقبور أخرى كثيرة خارج المجمع.
دُفن الصحابي الجليل أبي أيوب الأنصاري  هناك عند محاولة المسلمين فتح القسطنطينية عام 52 للهجرة، ولكنهم لم ينجحوا في ذلك. ويقوم كثير من المسلمين بزيارة مقامه احتراماً له، كما توجد بعض من مقتنيات النبي محمد صلى الله عليه وسلم في ذلك المقام الموجود خارج المسجد.
اكتشف الشيخ آق شمس الدين القبر المفقود منذ قرون للصحابي الجليل أبي أيوب الأنصاري (رفيق النبي محمد) خارج أسوار القسطنطينية قبل حصار القسطنطينية.

يُسمِّي الأتراك الصحابي الجليل أبي أيوب الأنصاري باسم «أيوب سلطان» تقديرا ومحبة له .

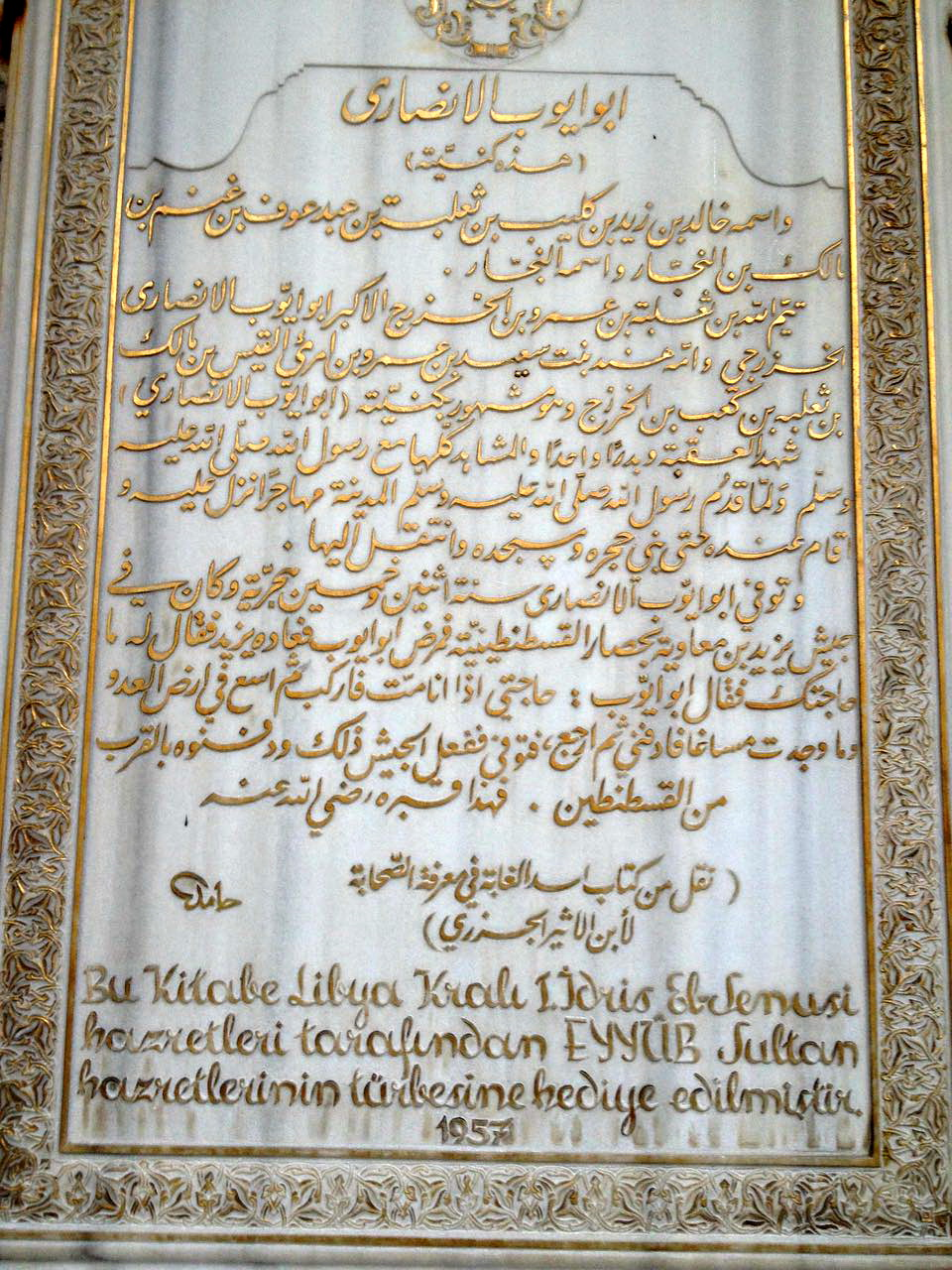
لوحة رخامية معلقة خارج مسجد أبي أيوب الأنصاري (رضي الله عنه) تذكر اسمه وبعض مناقبه باللغة العربية.

## أبو أيوب الأنصاري وقصة استشهاده
وأبو أيوب الأنصاري هو خالد بن زيد بن كليب، أبو أيوب الأنصاري الخزرجي، شهد بدراً والعقبة والمشاهد كلها، وشهد مع علي رضيَ الله عنه قتال الخوارج، وفي داره كان نزول رسول الله صلّى الله عليه وسلّم، حين قدم المدينة المنورة مهاجراً من مكة فأقام عنده شهراً حتى بنى المسجد ومساكنه حوله، ثم تحوَّل إليها، وكانت وفاته ببلاد الروم قريباً من سور القسطنطينية، وكان في جيش يزيد بن معاوية وإليه أوصى وهو الذي صلى عليه.

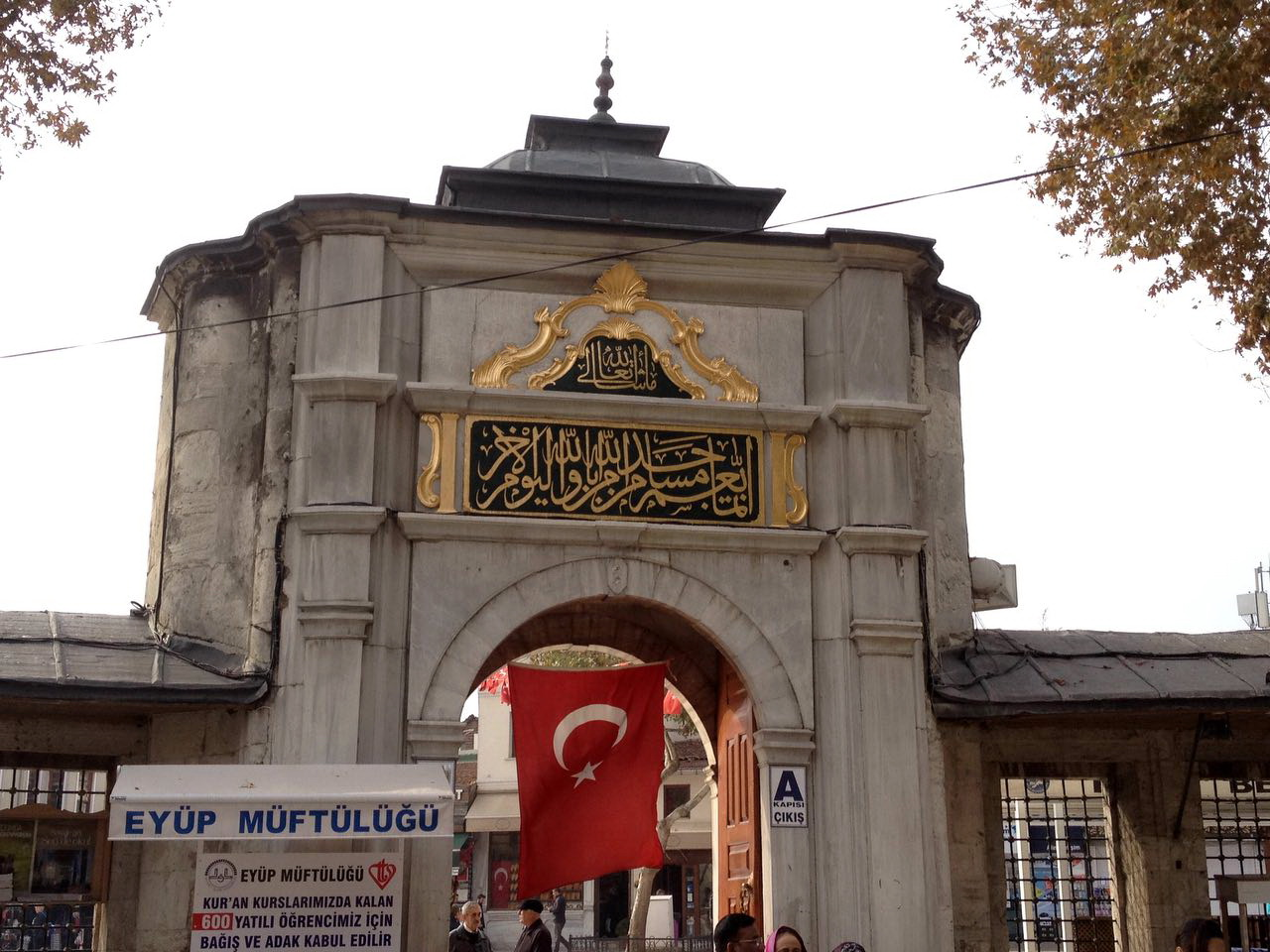
أحد مداخل الساحة الخارجية لمسجد أبي أيوب الأنصاري (رضي الله عنه).
اكتشف الشيخ آق شمس الدين القبر المفقود للصحابي الجليل أبي أيوب الأنصاري (رفيق النبي محمد) خارج أسوار القسطنطينية قبل حصار القسطنطينية.

وقد جاء في رواية: أغزى أبو أيوب فمرض، فقال: إذا مِتُّ فاحملوني، فإذا صافقتم العدوَّ، فارموني تحت أقدامكم، أما إني سأحدثكم بحديث سمعته من رسول الله صلى الله عليه وسلّم، يقول: من مات لا يشرك بالله شيئاً دخل الجنة. ودفن أبو أيوب عند سور القسطنطينية، وقالت الروم لمن دفنه: يا معشر العرب قد كان لكم الليلة شأن، قالوا: مات رجل من أكابر أصحاب نبينا (صلى الله عليه وسلم)، والله لئن نُبش لأُضرَبَ بناقوسٍ في بلاد العرب.

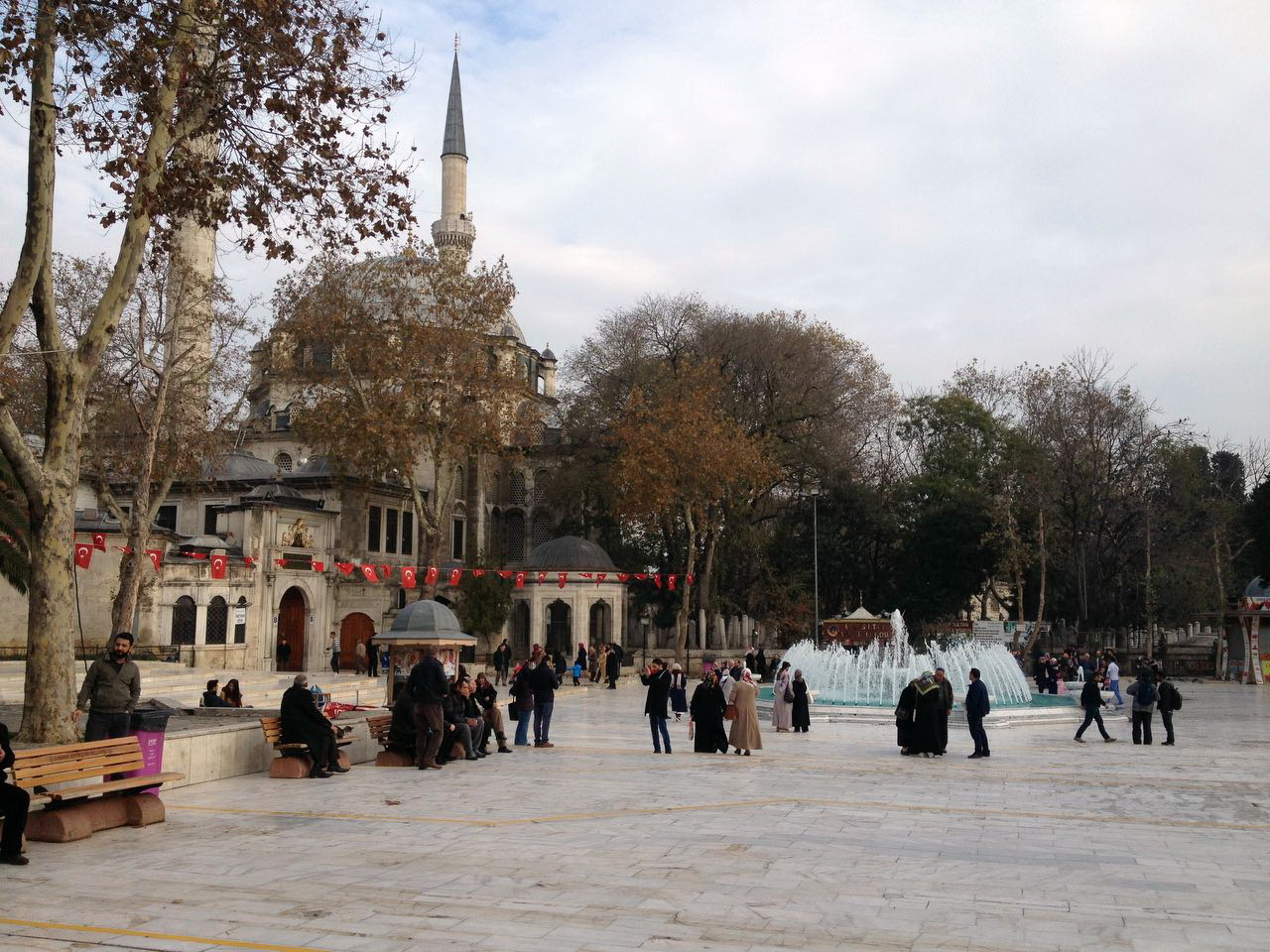
الساحة الخارجية لمسجد أبي أيوب الأنصاري (رضي الله عنه) وبها نافورة.

وبعد مجيء الدولة العثمانية وفتح القسطنطينية أصبحت مكانة أبي أيوب الأنصاري عظيمة في الثقافة العثمانية، فقد درج السلاطين العثمانيون يوم يتربعون على الملك أن يقيموا حفلاً دينياً في مسجد أبي أيوب، حيث يتقلدون سيفاً للرمز إلى السلطة التي أفضت إليهم، وكان لأبي أيوب رضي الله عنه عند الترك خواصهم وعوامهم رتبة ولي الله الذي تهوي إليه القلوب المؤمنة وينظرون إليه كونه مضيف رسول الله (صلى الله عليه وسلم)، فقد أكرمه وأعانه وقت العسرة كما أنه له مكانة مرموقة بين المجاهدين، واعتبروها ضيافته لرسول الله (صلى الله عليه وسلم) وجهاده في سبيل الله أعظم مناقبه وأظهر مآثره.

## تاريخ المسجد
فُقد موضع قبر أبي أيوب الأنصاري تحت أسوار القسطنطينية لقرون عديدة حتى اكتشفه الشيخ آق شمس الدين خارج أسوار القسطنطينية قبل حصار القسطنطينية من قِبل السلطان محمد الفاتح.
تم بناء مجمع المسجد (الكليّة) في هذا الموقع عام 1458 من قبل الأتراك العثمانيين بعد خمس سنوات فقط من فتح القسطنطينية عام 1453 .
وبحلول نهاية القرن الثامن عشر كان المسجد في حالة مدمرة، نتيجة لأضرار ناجمة عن زلزال.
وفي عام 1798 أمر السلطان سليم الثالث بهدم كل المباني عدا المئذنتين، وإعادة بنائها، وتم الانتهاء من العمل في عام 1800. أعيد بناء المئذنة الشرقية في النمط الأصلي من قبل السلطان محمود الثاني في عام 1822 .
يعتقد أن الصحابي الجليل أبي أيوب الأنصاري قد توفي خلال الحصار الإسلامي الأول للقسطنطينية في عام 670. يقع الضريح على الجانب الشمالي من فناء مقابل المدخل الرئيسي لصالة الصلاة في المسجد .
كان المسجد هو الموقع التقليدي لحفل تتويج السلاطين العثمانيين، حيث كان السلطان الجديد يتمنطق بسيف عثمان بن أرطغرل مؤسس الدولة العثمانية أثناء تتويجه .

## صور

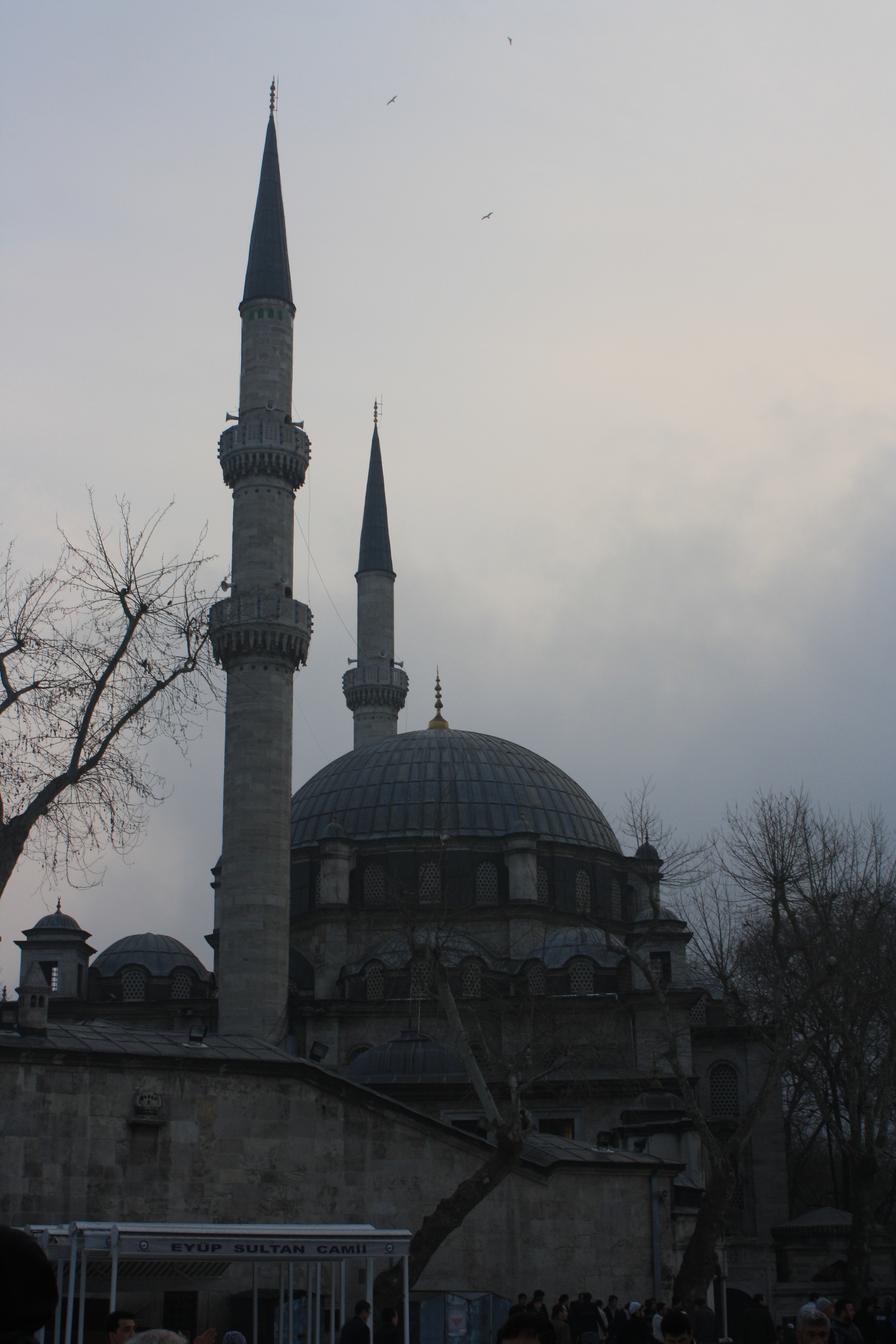
قبة المسجد ومآذنه
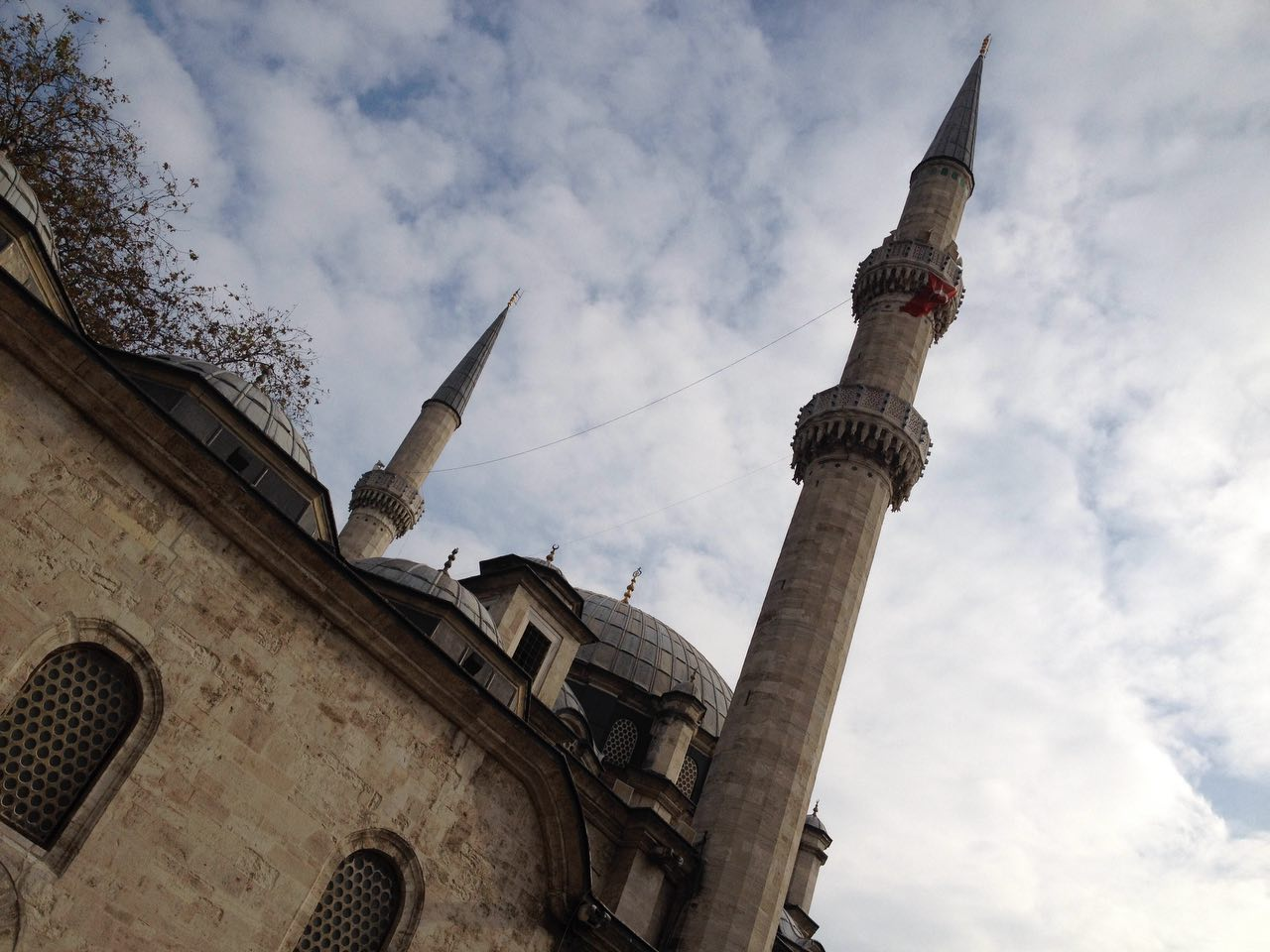
مئذنة المسجد
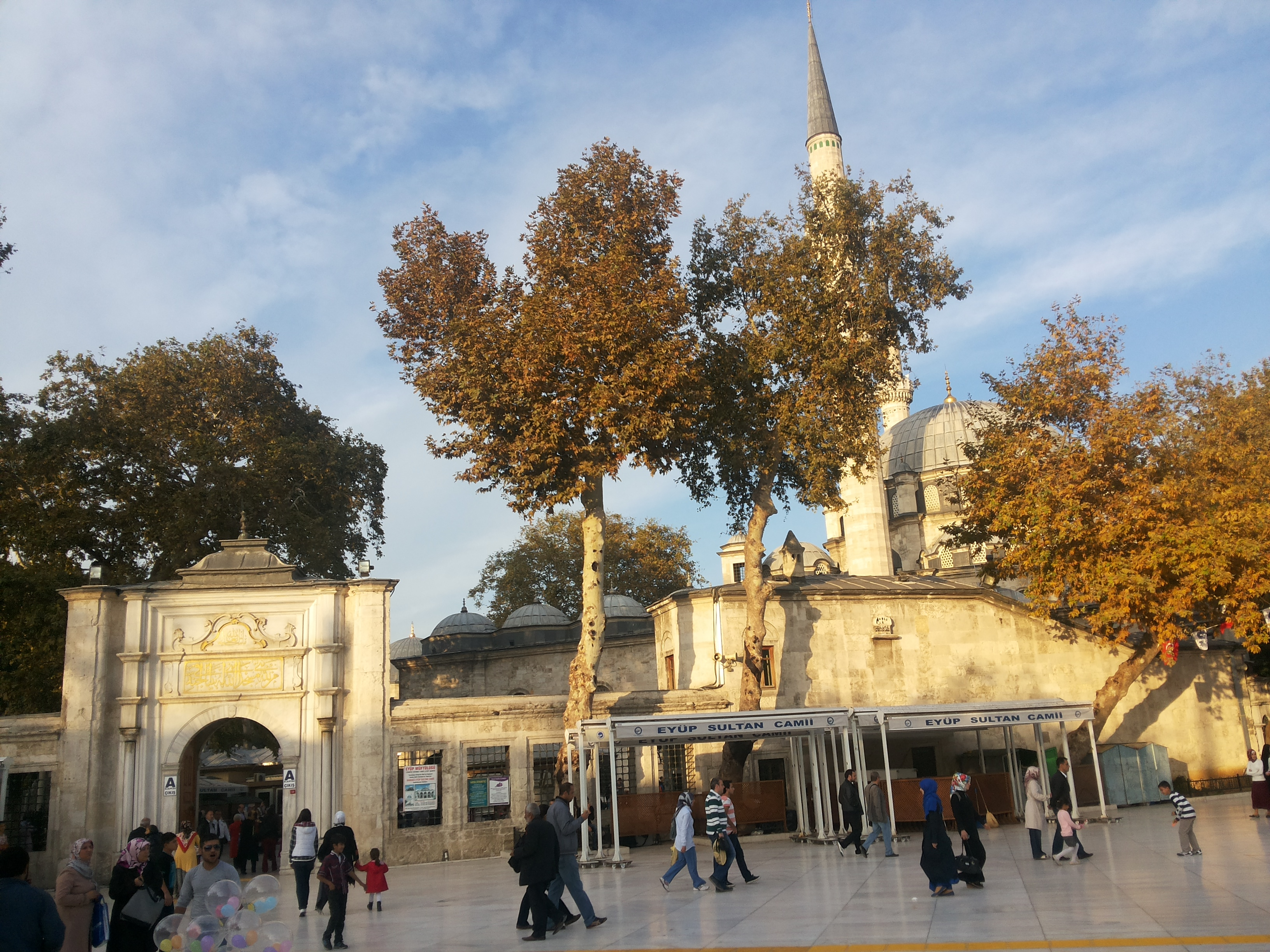
مدخل المجمع
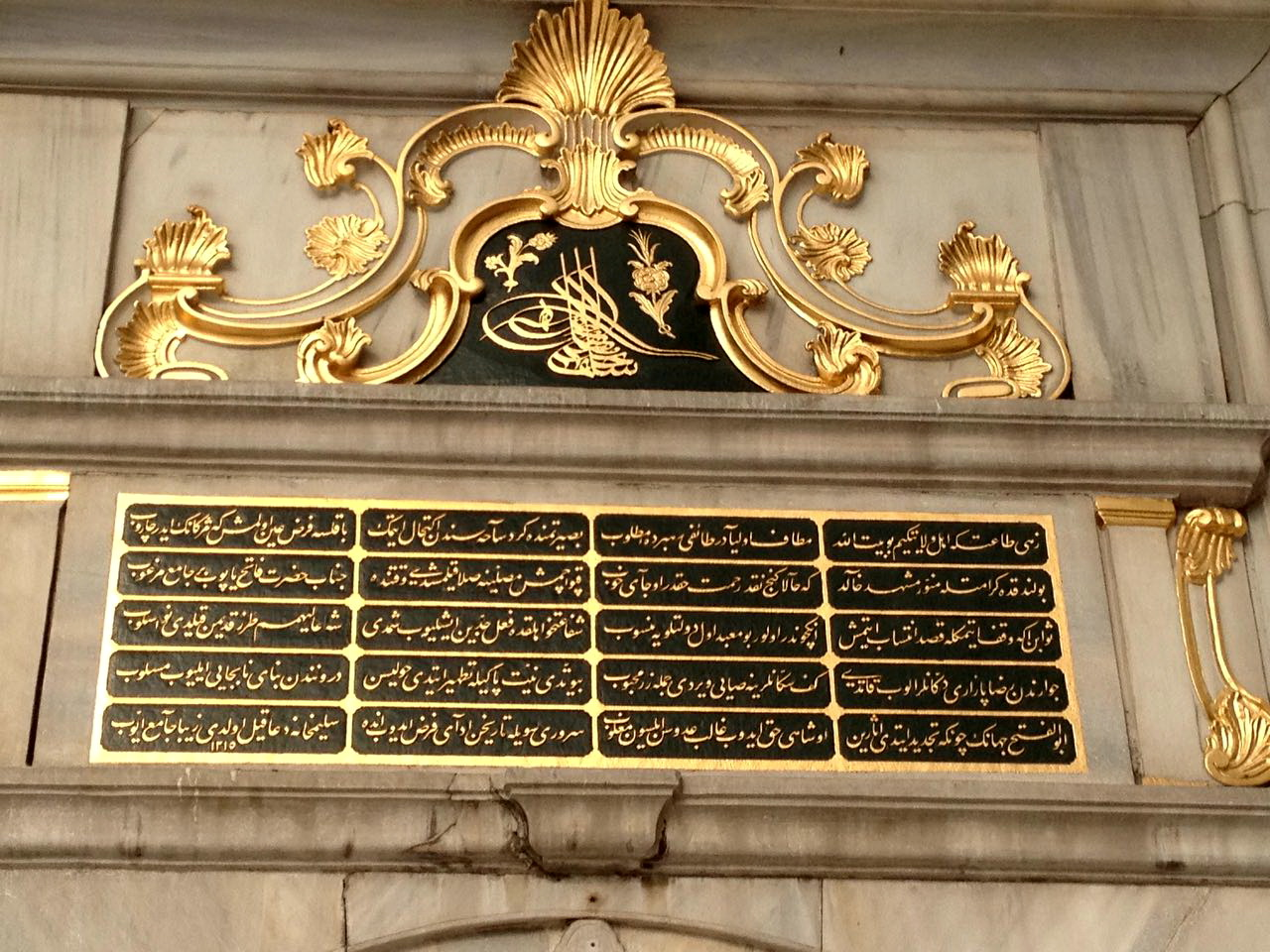
كتابة عثمانية على أحد الأبواب
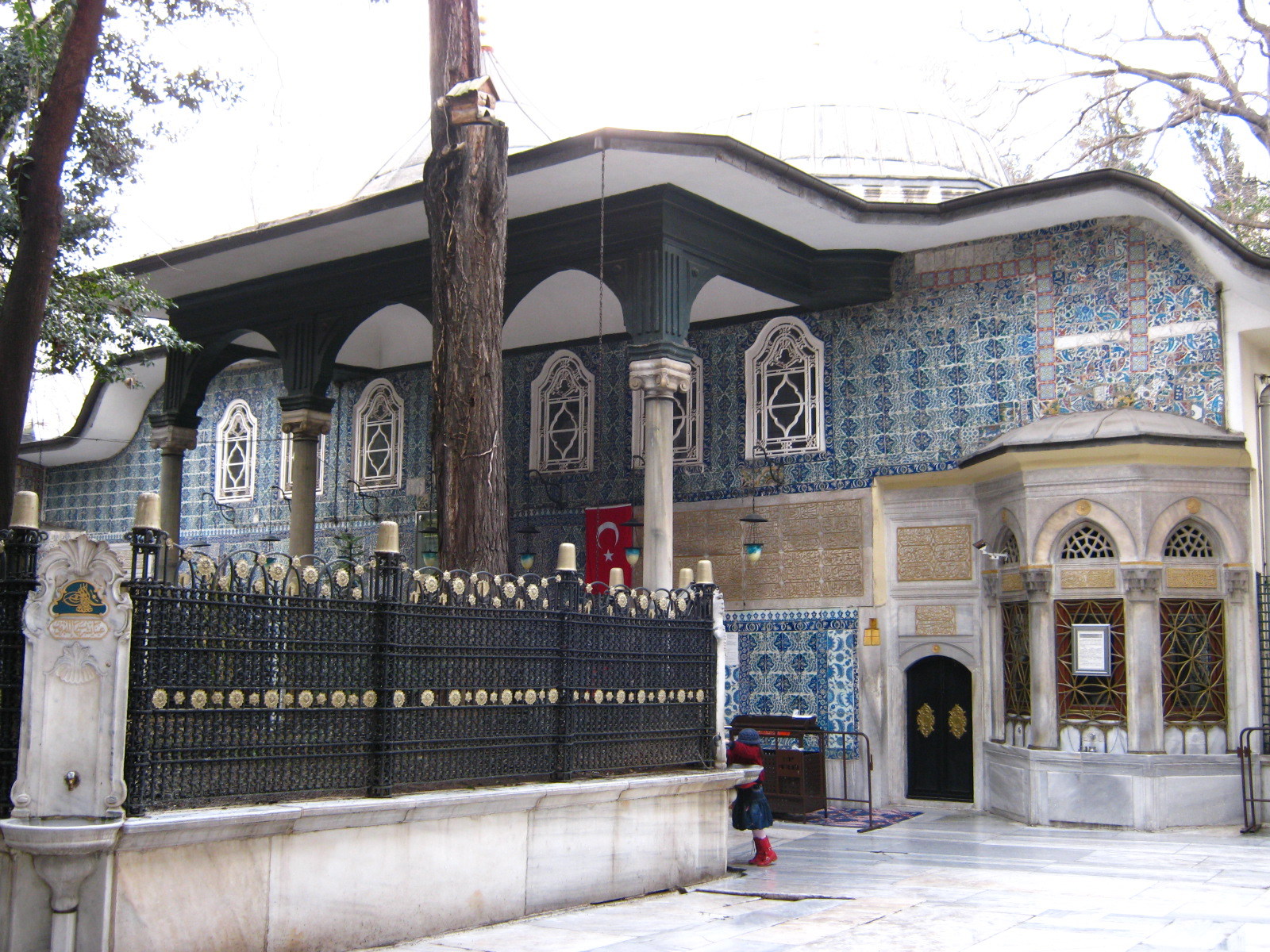
صورة من صحن المسجد الخارجي
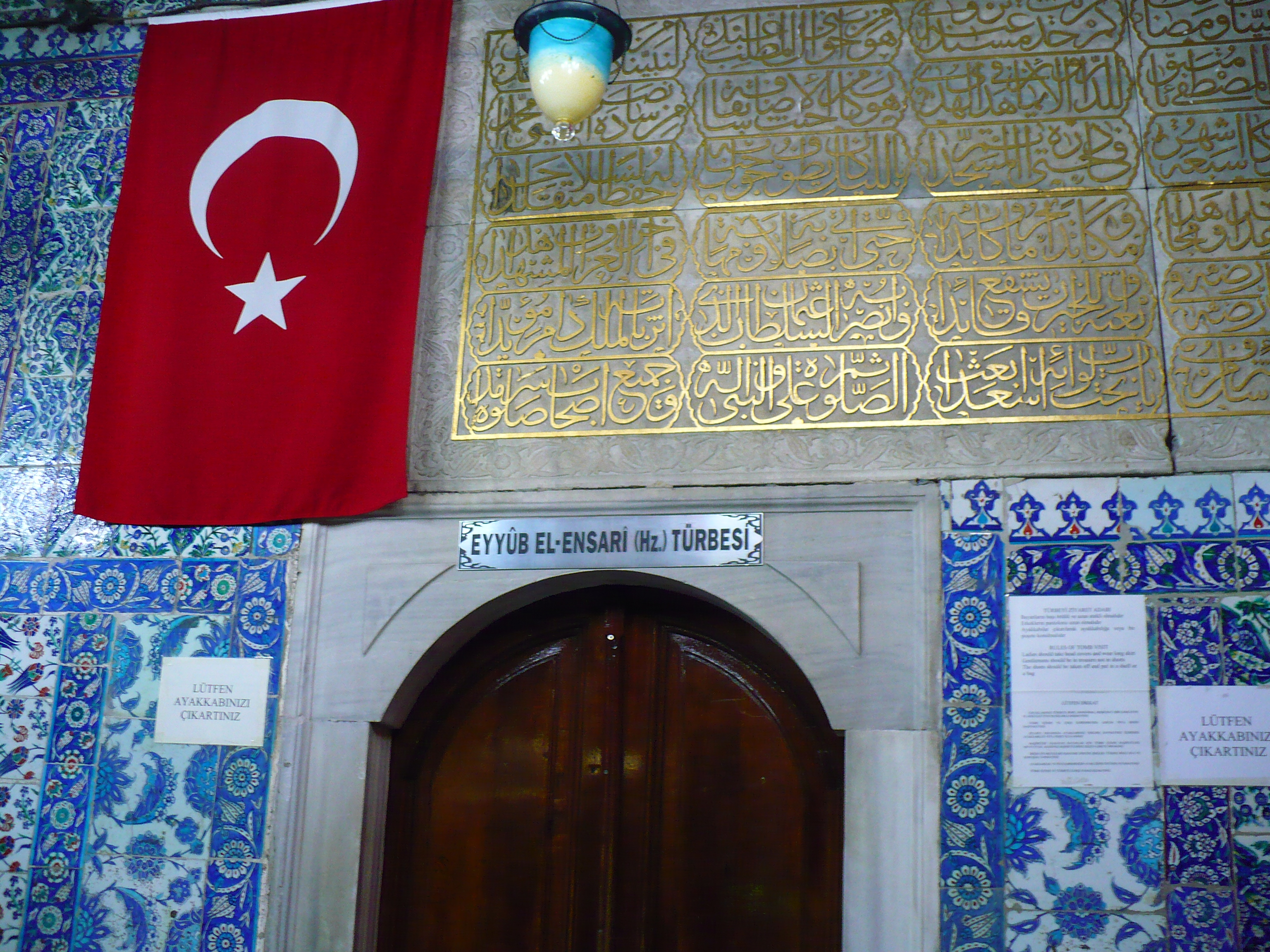
مقام الصحابي أبي أيوب الأنصاري
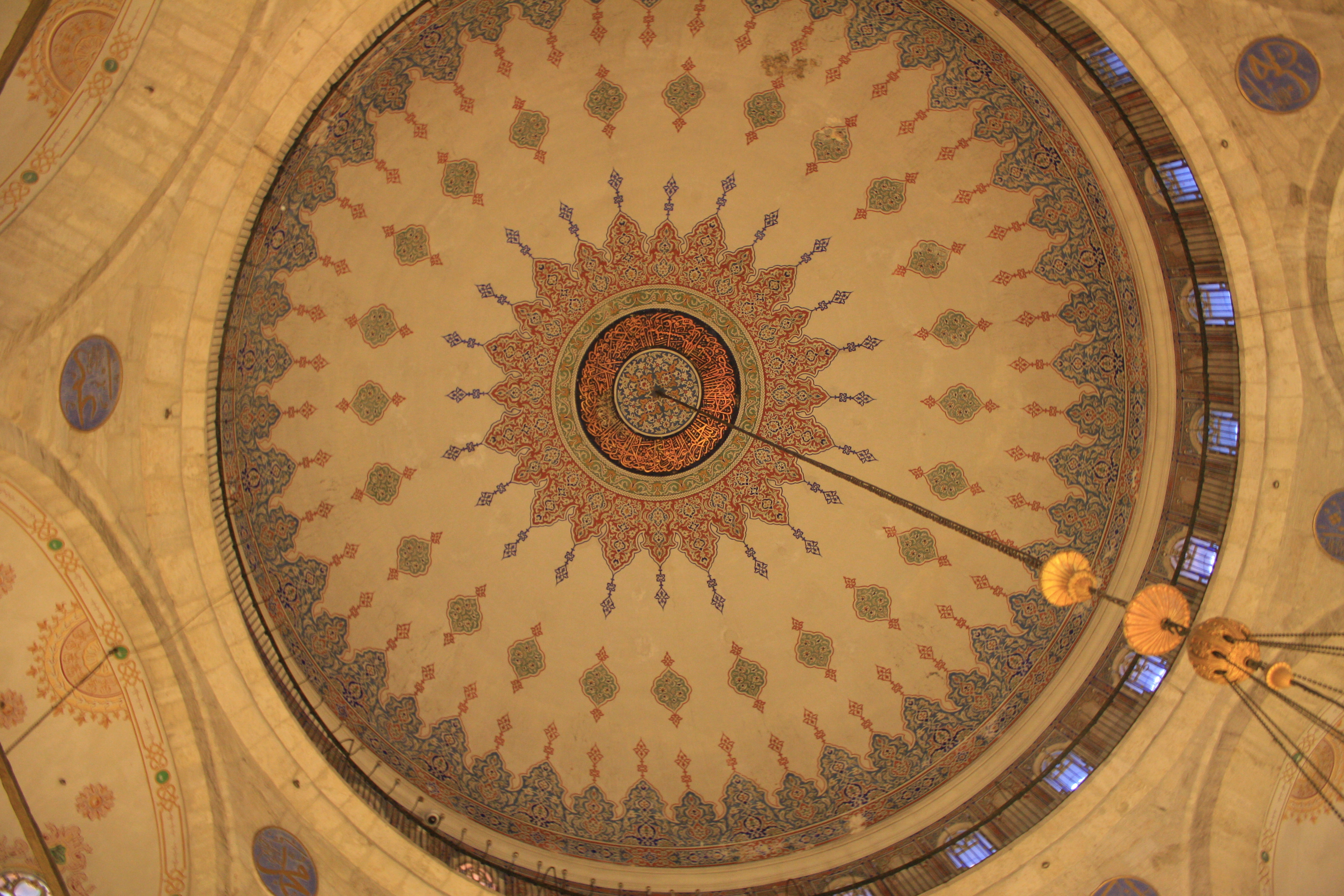
قبة مسجد أيوب سلطان
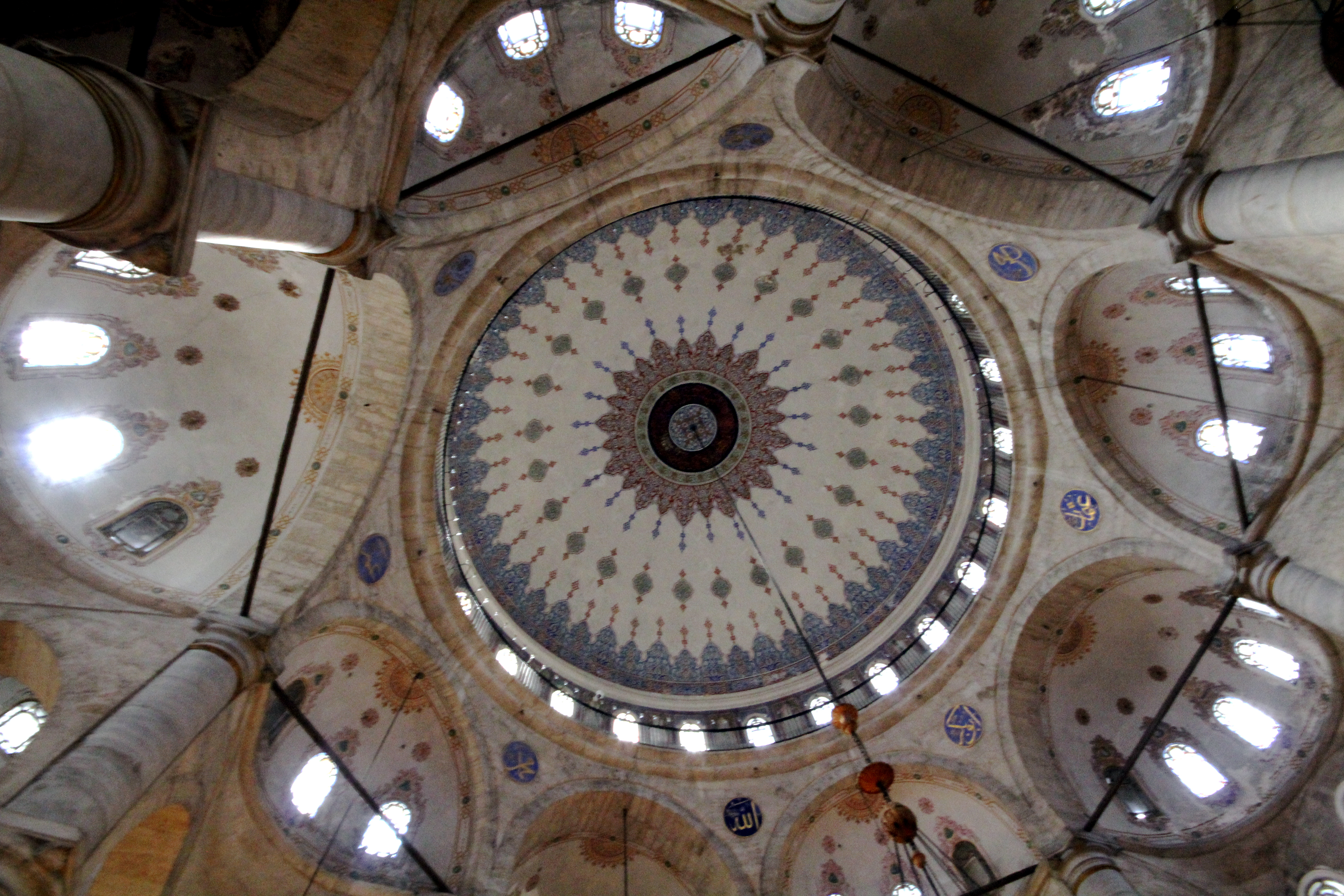
قبة مسجد أيوب سلطان
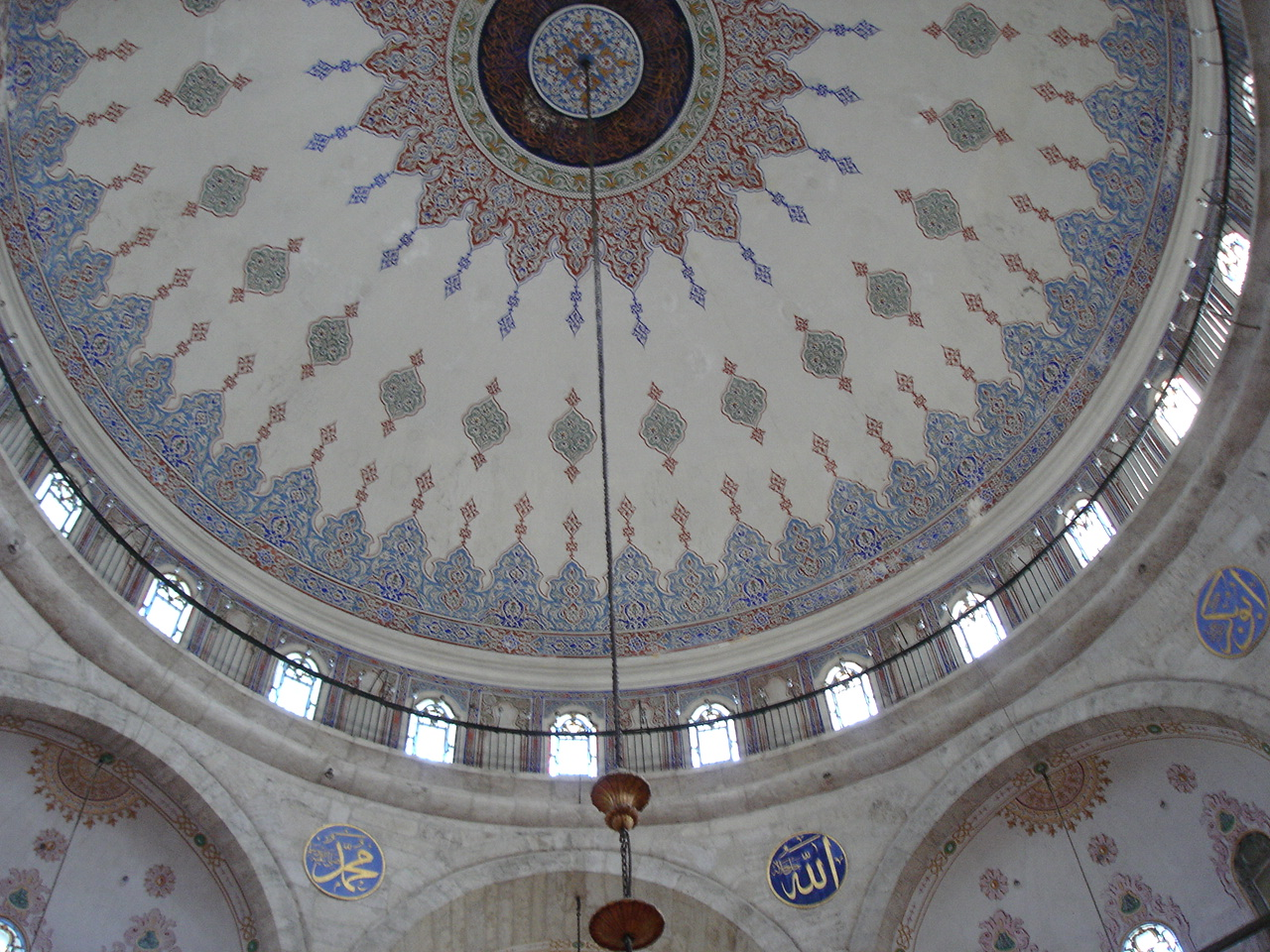
قبة المسجد
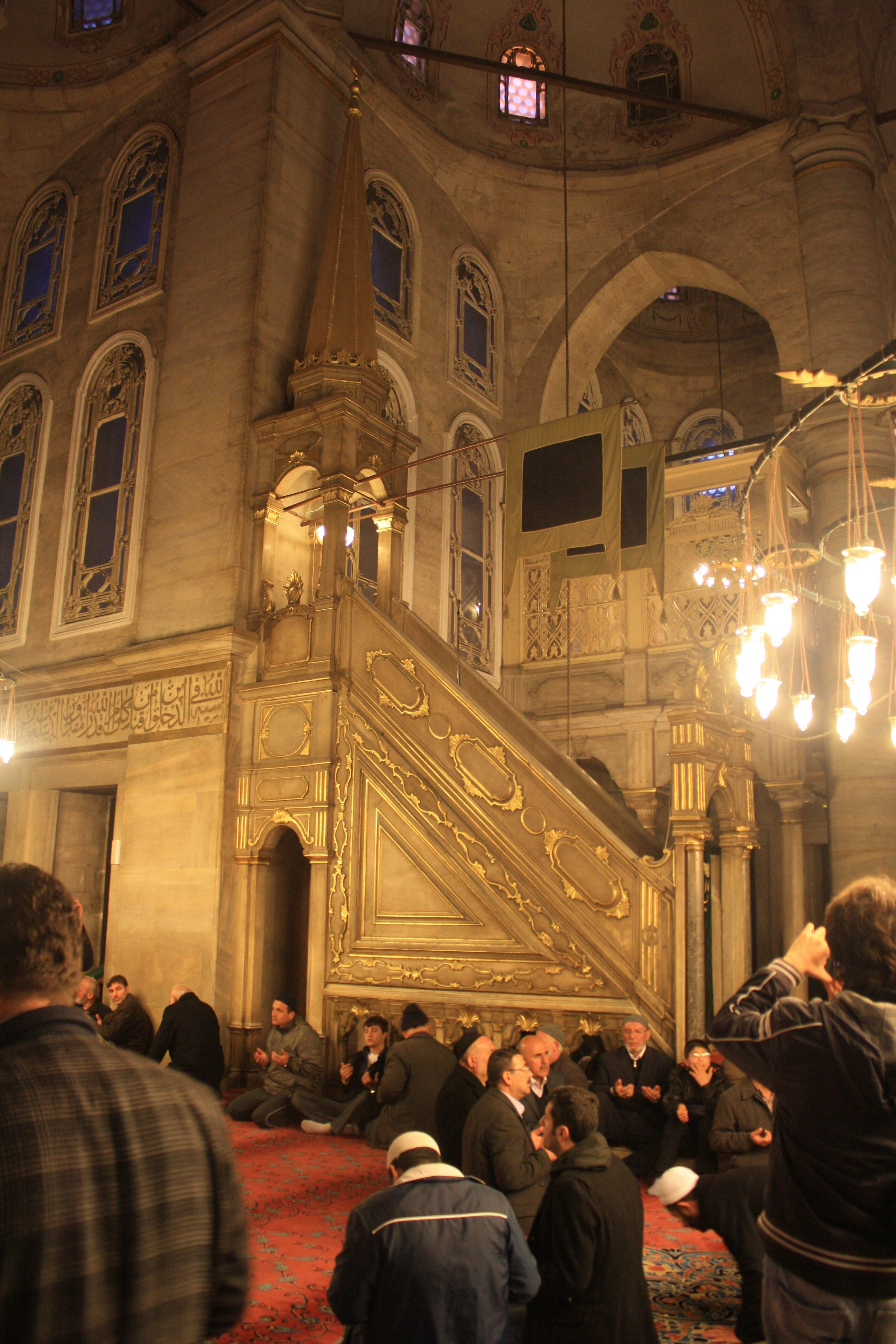
منبر المسجد
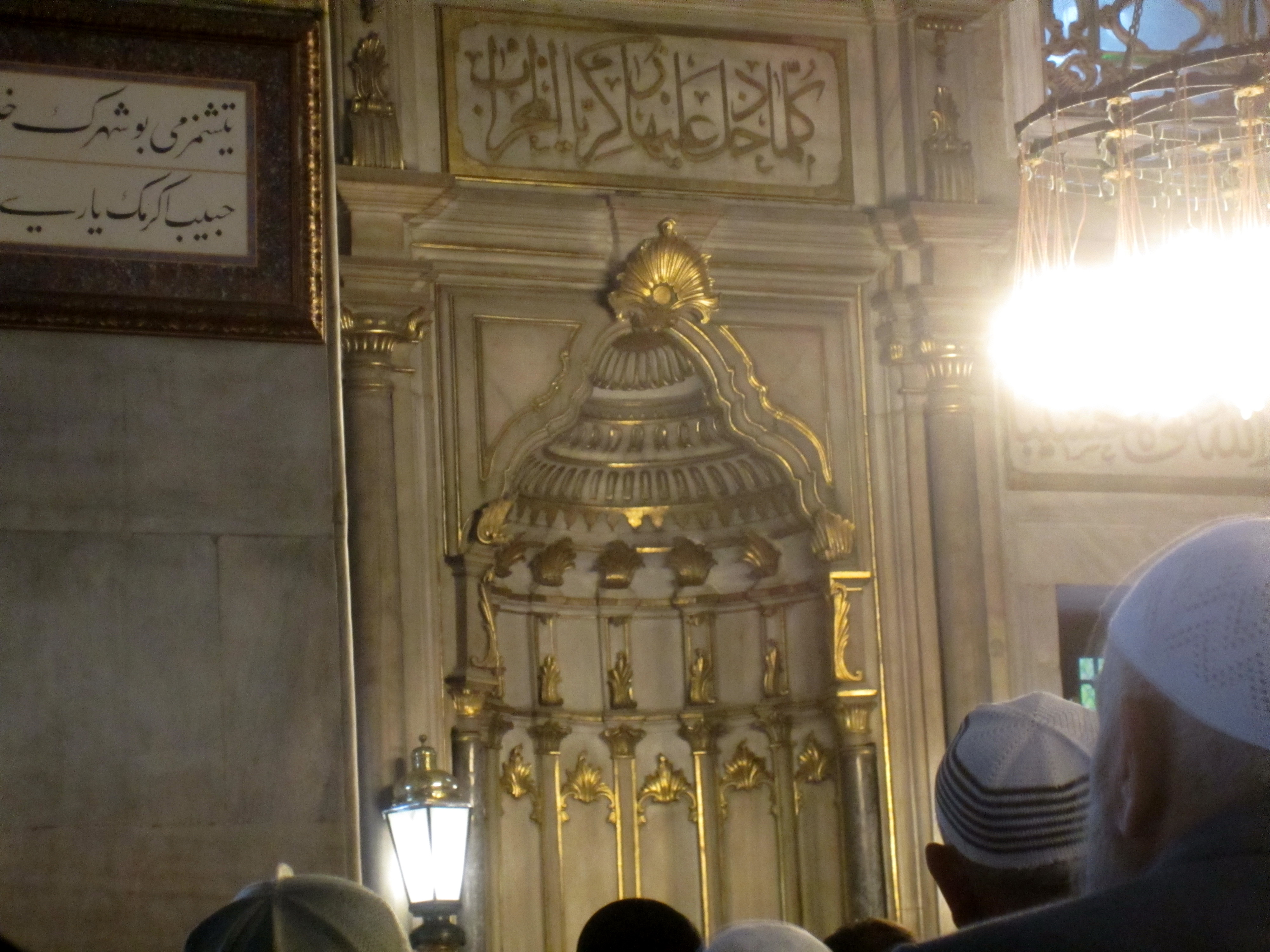
محراب المسجد
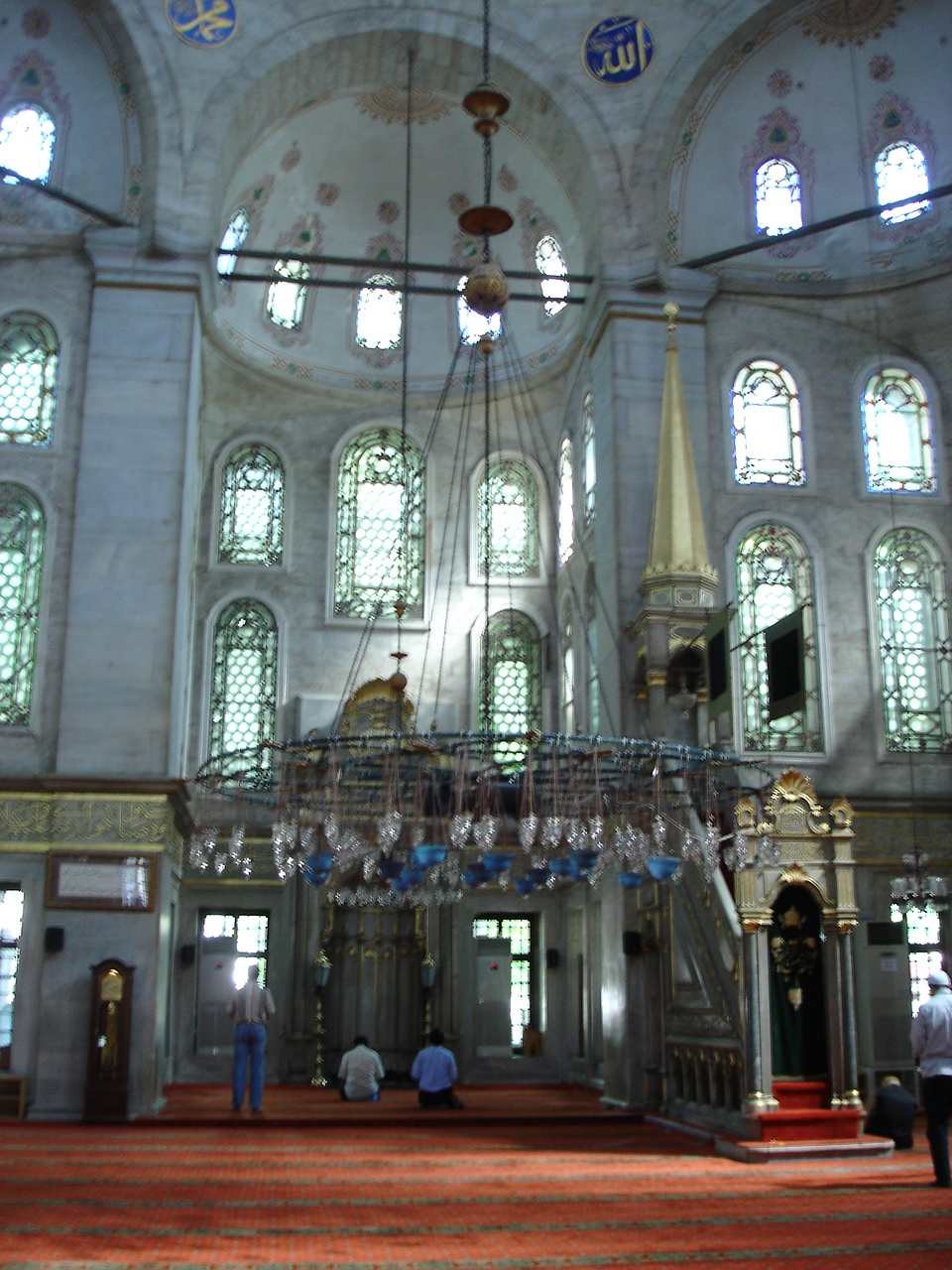
محراب المسجد
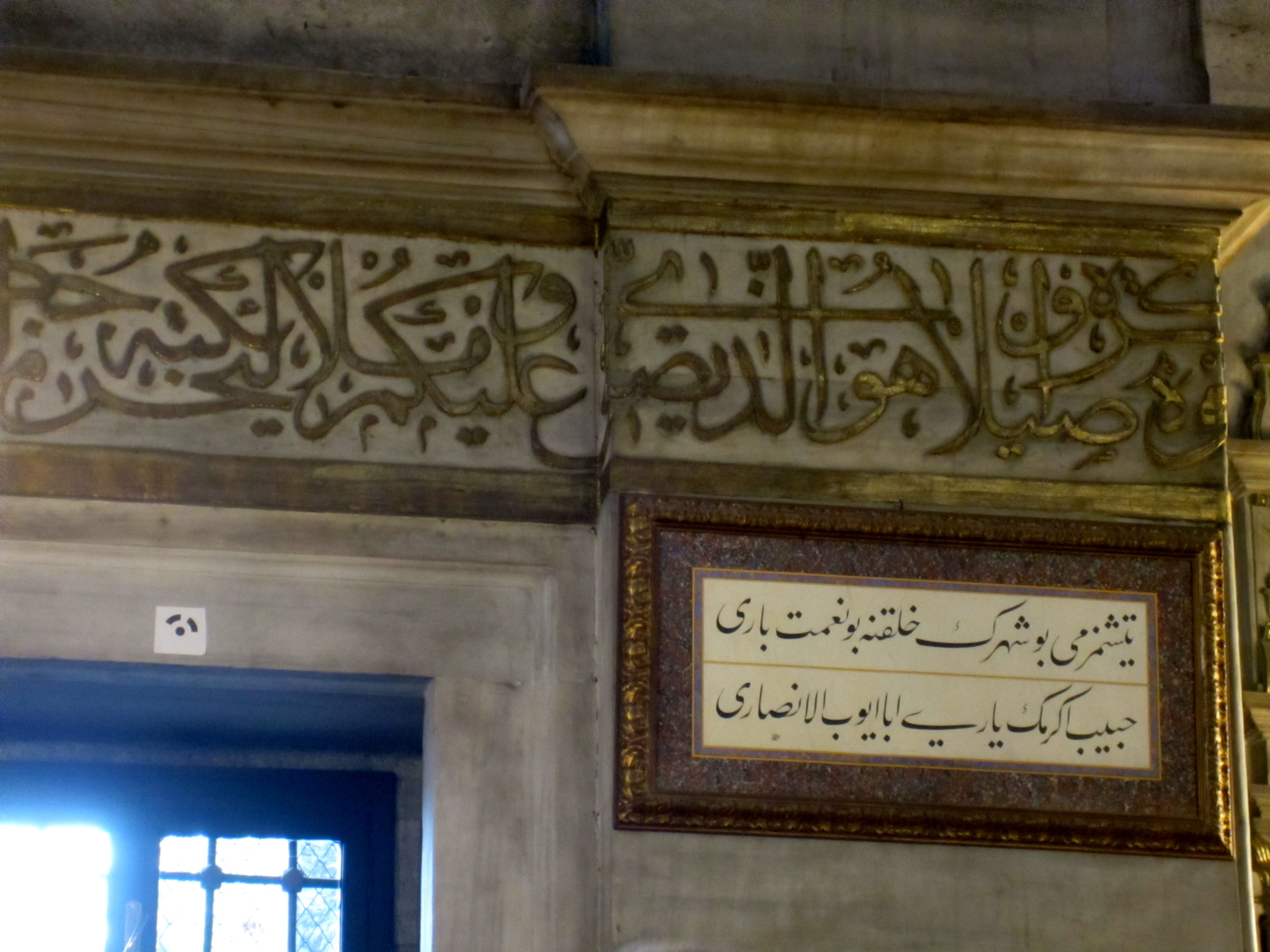
آيات قرآنية على جدران المسجد
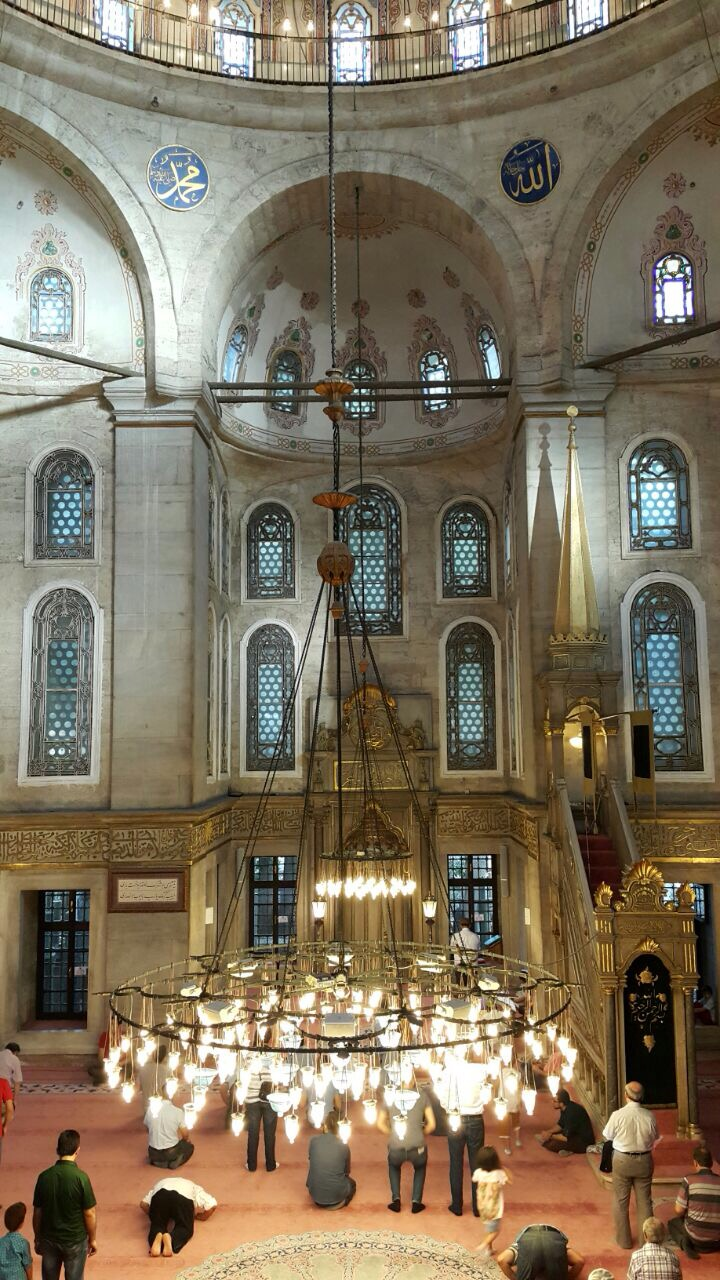
المسجد من الداخل
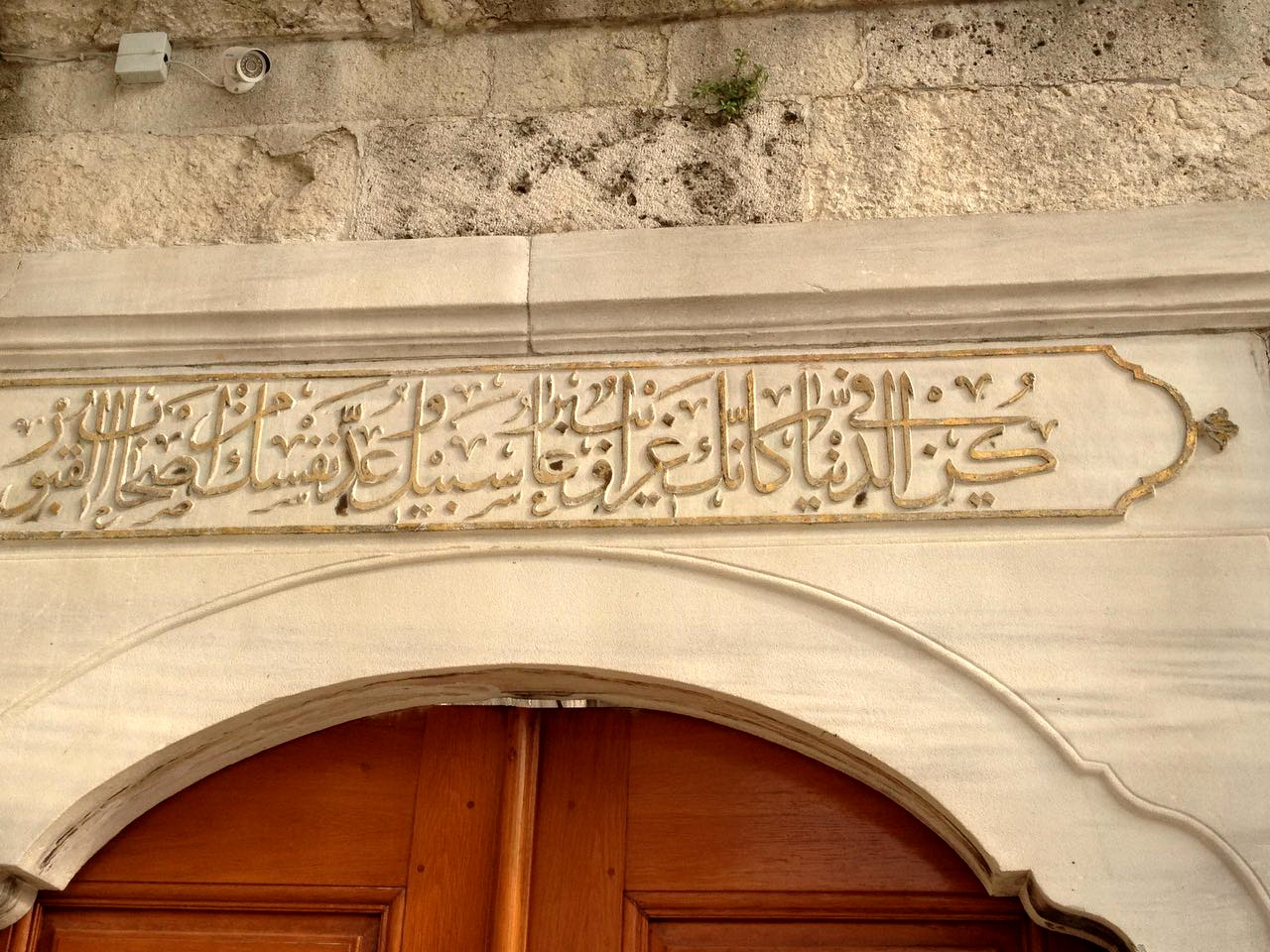
مدخل لبعض القبور بجانب المسجد
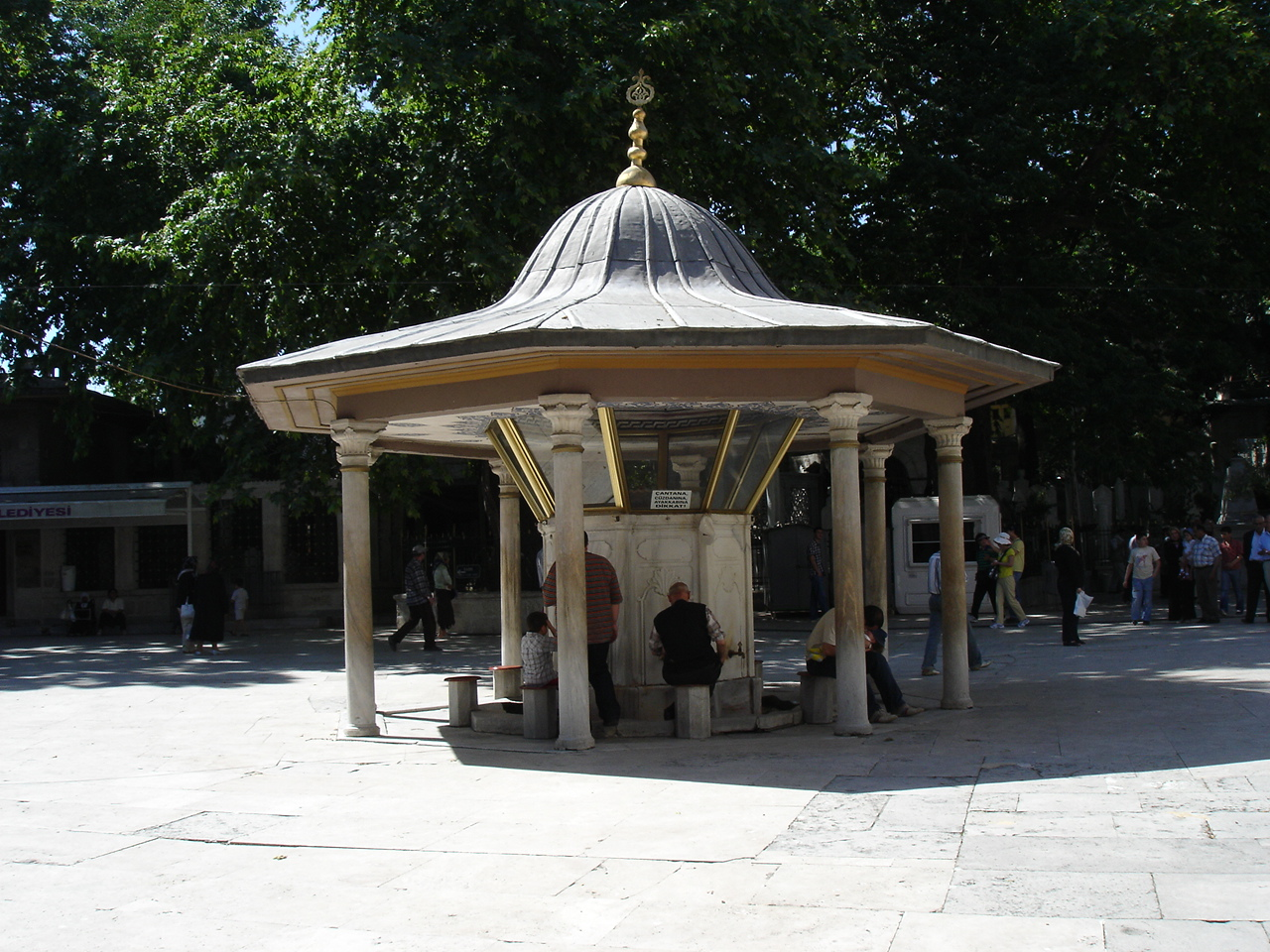
موضئ خارج المسجد
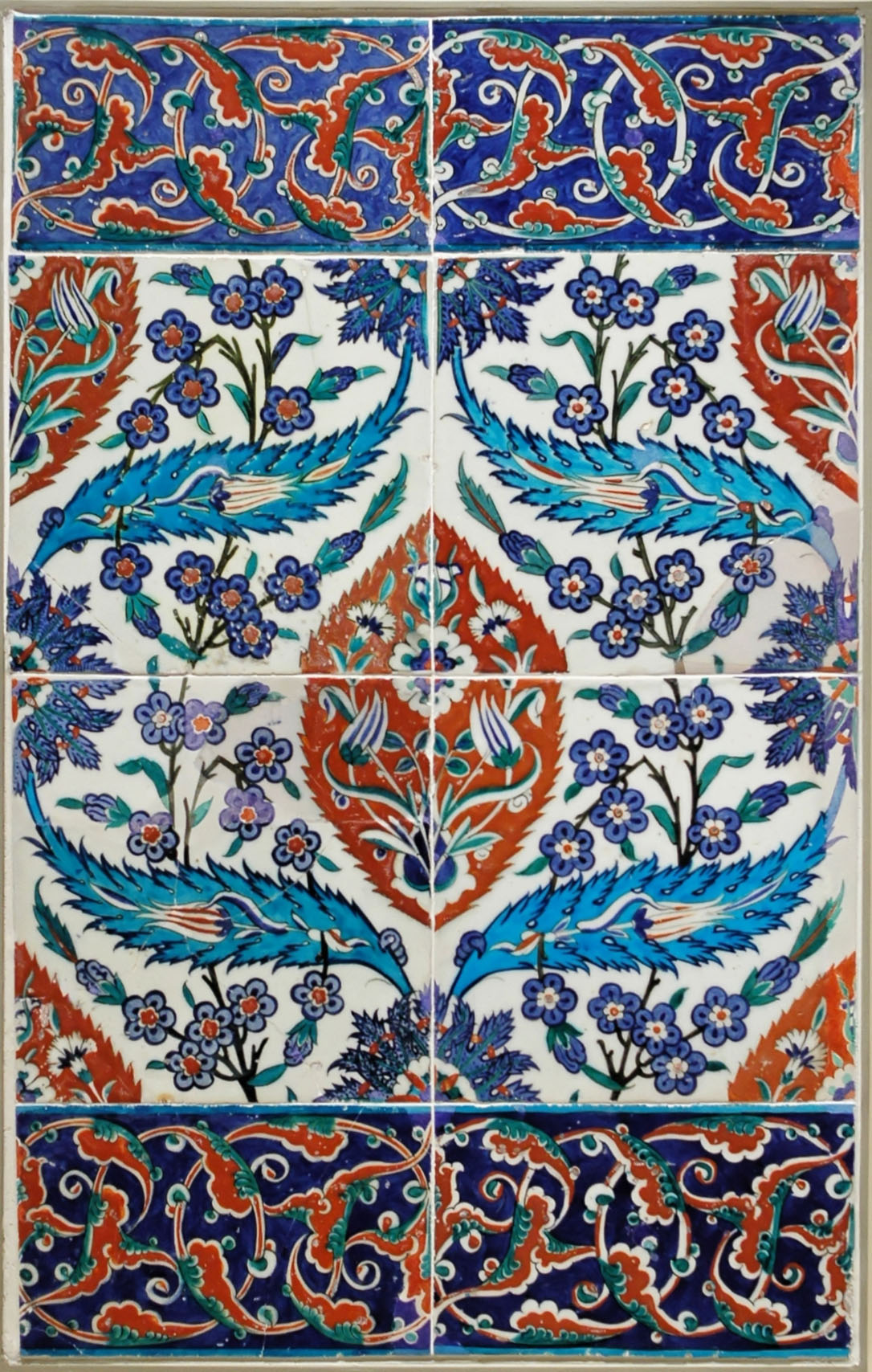
مثال على الزخرفة الخارجية للمسجد
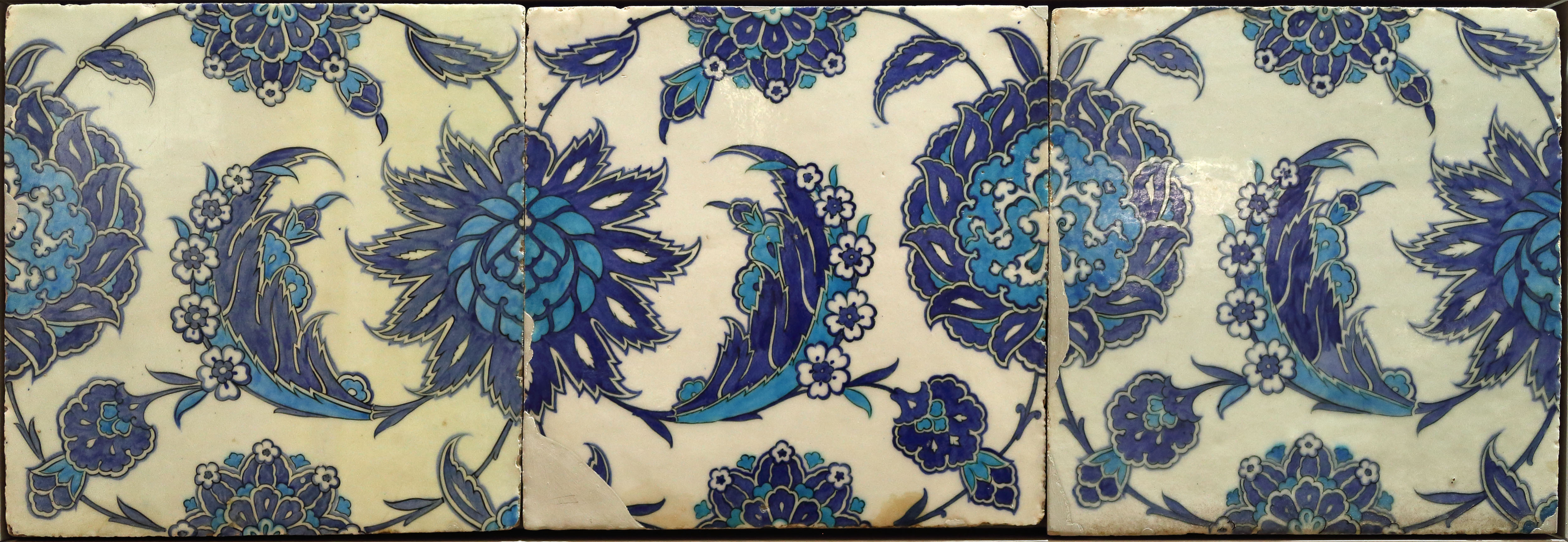
مثال على الزخرفة الخارجية للمسجد